# Feliks Skorupka
Feliks Skorupka herbu Ślepowron – podstoli krakowski w latach 1794–1795, łowczy krakowski w latach 1785–1794, wojski większy krakowski w latach 1784–1785, miecznik krakowski w latach 1780–1784, wojski mniejszy krakowski w latach 1769–1780, konsyliarz województwa krakowskiego w konfederacji targowickiej.
Był komisarzem Sejmu Czteroletniego z powiatu lelowskiego województwa krakowskiego do szacowania intrat dóbr ziemskich w 1789 roku.